# Haplochromis beadlei
Haplochromis beadlei là một loài cá thuộc họ Cichlidae family. Nó là loài đặc hữu của Uganda.